# Condado de Iroquois
O Condado de Iroquois é um dos 102 condados do Estado americano de Illinois. A sede do condado é Watseka, e sua maior cidade é Watseka. O condado possui uma área de 2 896 km² (dos quais 4 km² estão cobertos por água), uma população de 31 334 habitantes, e uma densidade populacional de 11 hab/km² (segundo o censo nacional de 2000). O condado foi fundado em 26 de fevereiro de 1833.